# کمجان (خرامه)
کمجان، روستایی از توابع بخش کربال شهرستان خرامه در استان فارس ایران است.

## جمعیت
این روستا در دهستان دهقانان قرار دارد و براساس سرشماری مرکز آمار ایران در سال ۱۳۸۵، جمعیت آن ۱٬۸۷۱ نفر (۴۷۸خانوار) بوده‌است.